# Ристовац
Ристовац или Ристовец(на сръбски: Ристовац или Ristovac) е село в Югоизточна Сърбия, Пчински окръг, Град Враня, община Враня.

## География
Селото се съставено от две части – Горни Ристовац и Долни Ристовац. Разположено е във Вранската котловина, като долния му дял е близо до десния бряг на река Южна Морава а горния е на няколко километра югоизточно, от лявата страна на Кощаначката река. Отстои на 13,8 км югозападно от окръжния и общински център Враня, на 1,5 км югоизточно от село Давидовац, на 3,1 км северно от село Жбевац, на 3,8 км северозападно от село Кършевица и на запад от село Църни Луг.

## История
В началото на XIX век селото е споменато с името Раистовци. След 1878 г., когато землището на село Кършевица е разделено от границата между Сърбия и Османската империя, сръбската му част получава името Горно Раистовце и е присъединена към Раистовце (Долно Раистовце). Към 1903 г. Горно Раистовце се състои две махали – Горна и Долна и има 15 къщи
По време на Първата световна война селото е във военновременните граници на Царство България, като административно е част от Вранска околия на Врански окръг.

## Население
Според преброяването на населението от 2011 г. селото има 342 жители.

### Етнически състав
Данните за етническия състав на населението са от преброяването през 2002 г.
- сърби – 339 жители (99,12%)
- македонци – 3 жители (0,87%)

## Транспорт
При селото се намира железопътна гара Ристовац.